# Castell de Warfusée
El castell de Warfusée es troba al nucli Warfusée del municipi belga de Saint-Georges-sur-Meuse a la província de Lieja.

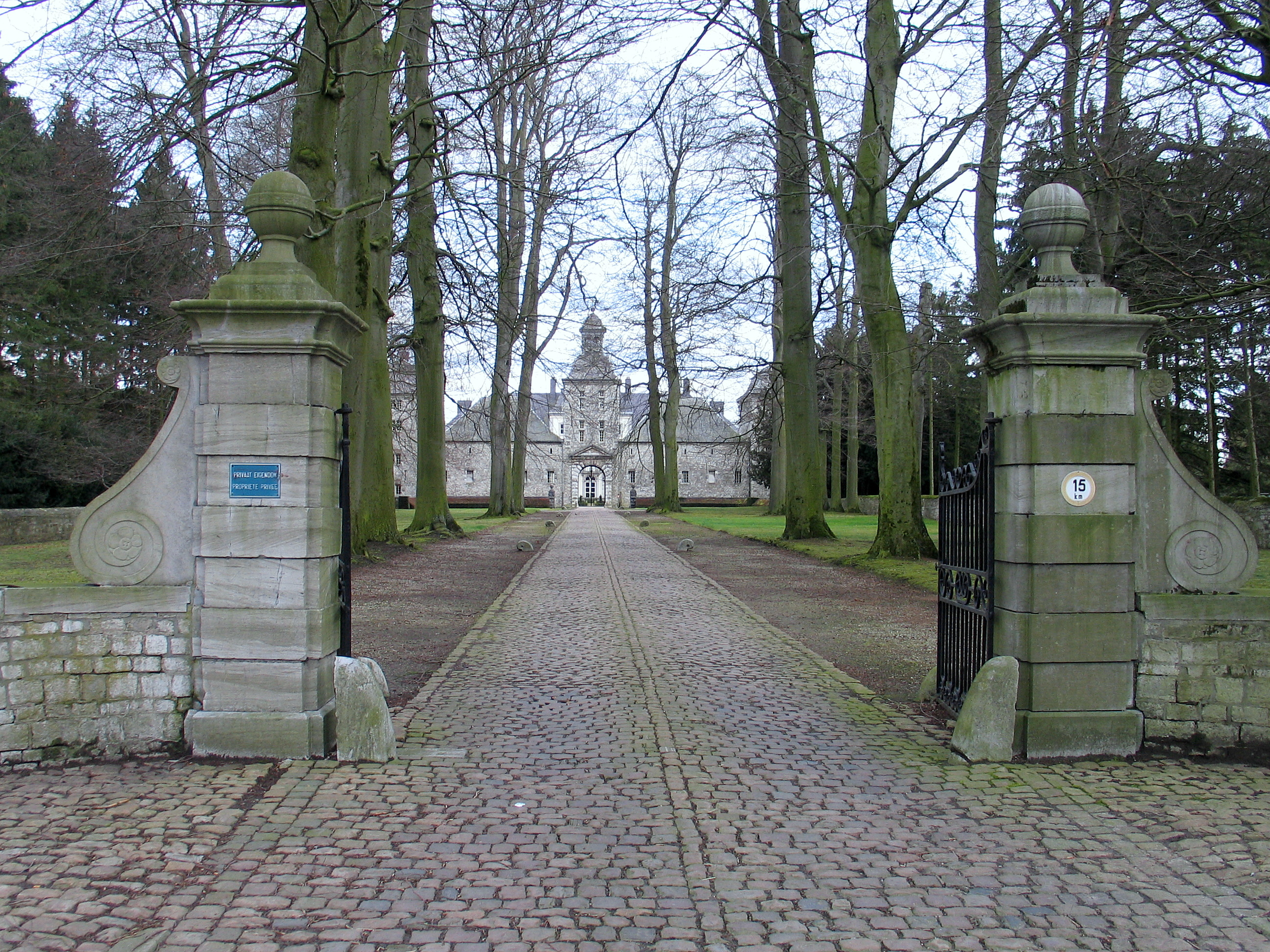
El camí d'entrada

El castell ja existeix des del segle xi però l'edifici actual data del segle xviii. El príncep-bisbe Carles Nicolau d'Oultremont (1716-1771) hi va néixer i morir. Durant el seu regne va eixamplar-lo i modernitzar-lo. Hom hi troba unes obres de l'escultor Guillaume Evrard (1709-1793). Al parc es troben uns exemplars interessants de sequoies plantades a l'entorn del 1877.
El castell sempre ha estat la residència de la mateixa família d'Oultremont. Va ser llistat com a Patrimoni excepcional de Valònia.